# Wieteke Cramer
Wieteke Harmanna (Wieteke) Cramer (Lemmer, 13 juni 1981) is een Nederlandse voormalig schaatsster. Ze maakte tot het einde van het seizoen 2005/2006 deel uit van de Postcodeloterij Ploeg (huidige Control schaatsploeg), net als onder andere Mark Tuitert en Marianne Timmer. Ze werd er getraind door Jac Orie en Floor van Leeuwen. Van seizoen 2006/2007 tot 2008/2009 schaatste Cramer bij het VPZ-team, vervolgens stapte ze over naar de marathonploeg MKBasics.nl.. Cramer stond in december 2007 op de 22e plaats op de schaatsranglijst aller tijden, de Adelskalender.

## Biografie
In 2001 werd Cramer op haar eerste internationale seniorentoernooi derde op het EK Allround van 2001. Op de EK toernooien van 2004 en 2006 reed ze beide keren ook top tien, vierde en tiende. In 2004 pakte ze ook het brons tijdens het WK allround. Eerder nam ze al deel aan het WK van 2002 waar ze als 21e eindigde. Op de kampioenschappen van 2005 en 2006 eindigde ze beide keren op de elfde plaats. In 2004 en 2005 wist ze de bronzen afstandsmedaille op de 500m te veroveren. In 2002, 2003, 2008 en 2009 won Cramer de Gruno Bokaal.
Na een mindere periode in haar carrière wist Cramer zich op 27 december 2005 weer van haar goede kant te laten zien. Tijdens het Nederlands kampioenschap afstanden in Heerenveen steeg zij op de 1500 meter boven zichzelf uit en bereikte de vierde plaats, normaal gesproken goed genoeg voor Olympische kwalificatie. Barbara de Loor maakte echter gebruik van haar supernominatie op de 1000 meter en won de skate-off van Paulien van Deutekom. Hierdoor waren er elf schaatssters geplaatst waren voor de Spelen, waar een maximum van 10 deelneemsters per land gold. Cramer werd uiteindelijk het slachtoffer. Cramer herstelde goed en snel van deze teleurstellende mededeling en won tijdens het Nederlands Kampioenschap Allround 2006 alle vier de afstanden en pakte daarmee voor het eerst in haar carrière deze titel. Hierdoor kon ze naar Hamar en daar werd ze 10e tijdens het EK.
Vanwege een zwangerschap nam Cramer een pauze in 2009. Hierna ging ze marathonschaatsen. Ze won op 3 december 2010 de marathonwedstrijd op natuurijs in Haaksbergen. Ze troefde na 60 ronden Jolanda Langeland en Carla Zielman af. Haar debuutseizoen sloot ze af met een gouden plak. In Thialf troefde ze in de slotronde Andrea Sikkema en Elma de Vries af in de slotwedstrijd om de KPN Marathon Cup. In 2013 werd ze vierde tijdens het eerste NK Mass Start. Ze stopte dat jaar met schaatsen.  

## Persoonlijke records
| Afstand    | Tijd    | Datum         | Baan    |
| ---------- | ------- | ------------- | ------- |
| 500 meter  | 38,74   | 13 maart 2007 | Calgary |
| 1000 meter | 1.17,25 | 18 maart 2001 | Calgary |
| 1500 meter | 1.56,94 | 14 maart 2007 | Calgary |
| 3000 meter | 4.04,51 | 13 maart 2007 | Calgary |
| 5000 meter | 7.05,94 | 16 maart 2001 | Calgary |

## Resultaten
| Jaar | NK Afstanden                           | NK Sprint | NK Allround | EK Allround | WK Allround | WK Afstanden               | Wereldbeker                           | WK Junioren |
| ---- | -------------------------------------- | --------- | ----------- | ----------- | ----------- | -------------------------- | ------------------------------------- | ----------- |
| 1998 | 6e 500m 8e 1500m                       |           |             |             |             |                            |                                       | 6e          |
| 1999 | 9e 500m 17e 1500m                      |           | 11e         |             |             |                            |                                       | 6e          |
| 2000 | 1500m · 3000m · 4e 5000m               |           | 10e         |             |             |                            |                                       | Zilver      |
| 2001 | 4e 1000m · 4e 1500m · 4e 3000m · 5000m |           | 4e          | Brons       |             | 5e 5000m                   | 37e 1500m 9e 3/5km                    |             |
| 2002 | 7e 1500m 6e 3000m                      |           | Zilver      |             | nc21        |                            | 31e 1500m 31e 3/5km                   |             |
| 2003 | 7e 1000m 8e 1500m 13e 3000m            | 7e        | 6e          |             |             |                            | 47e 500m 50e 1000m                    |             |
| 2004 | 7e 1500m 9e 3000m                      |           | Brons       | 4e          | Brons       |                            |                                       |             |
| 2005 | 6e 1500m 9e 3000m 6e 5000m             | 5e        | 6e          |             | 11e         | 13e 1500m 6e achtervolging | 19e 1500m 21e 3/5km                   |             |
| 2006 | 7e 1000m 4e 1500m 4e 3000m 5e 5000m    |           | Goud        | 12e         | 11e         |                            | 31e 3/5km                             |             |
| 2007 | 6e 1000m DQ 1500m 6e 3000m 5e 5000m    | 6e        | 7e          |             |             |                            | 31e 1000m · 29e 3/5km · achtervolging |             |
| 2008 | 13e 1000m 10e 1500m 9e 3000m 9e 5000m  | 12e       | 7e          |             |             |                            |                                       |             |
| 2009 | 13e 1000m 9e 1500m 12e 3000m           | 7e        | 7e          |             |             |                            |                                       |             |
| 2013 | 11e 3000m                              |           |             |             |             |                            |                                       |             |

### Medaillespiegel
| Kampioenschap | Goud · | Zilver · | Brons · |
| ------------- | ------ | -------- | ------- |
| NK Afstanden  | 1      | 0        | 2       |
| NK Allround   | 1      | 1        | 1       |
| EK Allround   | 0      | 0        | 1       |
| WK Allround   | 0      | 0        | 1       |
| WK Junioren   | 0      | 1        | 0       |

## Wereldrecords
| Nr. | Afstand      | Tijd    | Datum         | Baan    |
| --- | ------------ | ------- | ------------- | ------- |
| jr  | minivierkamp | 162,452 | 18 maart 2000 | Calgary |